# Vombisidris australis
Vombisidris australis är en myrart som först beskrevs av Wheeler 1934.  Vombisidris australis ingår i släktet Vombisidris och familjen myror. Inga underarter finns listade i Catalogue of Life.